# Jan Dangel

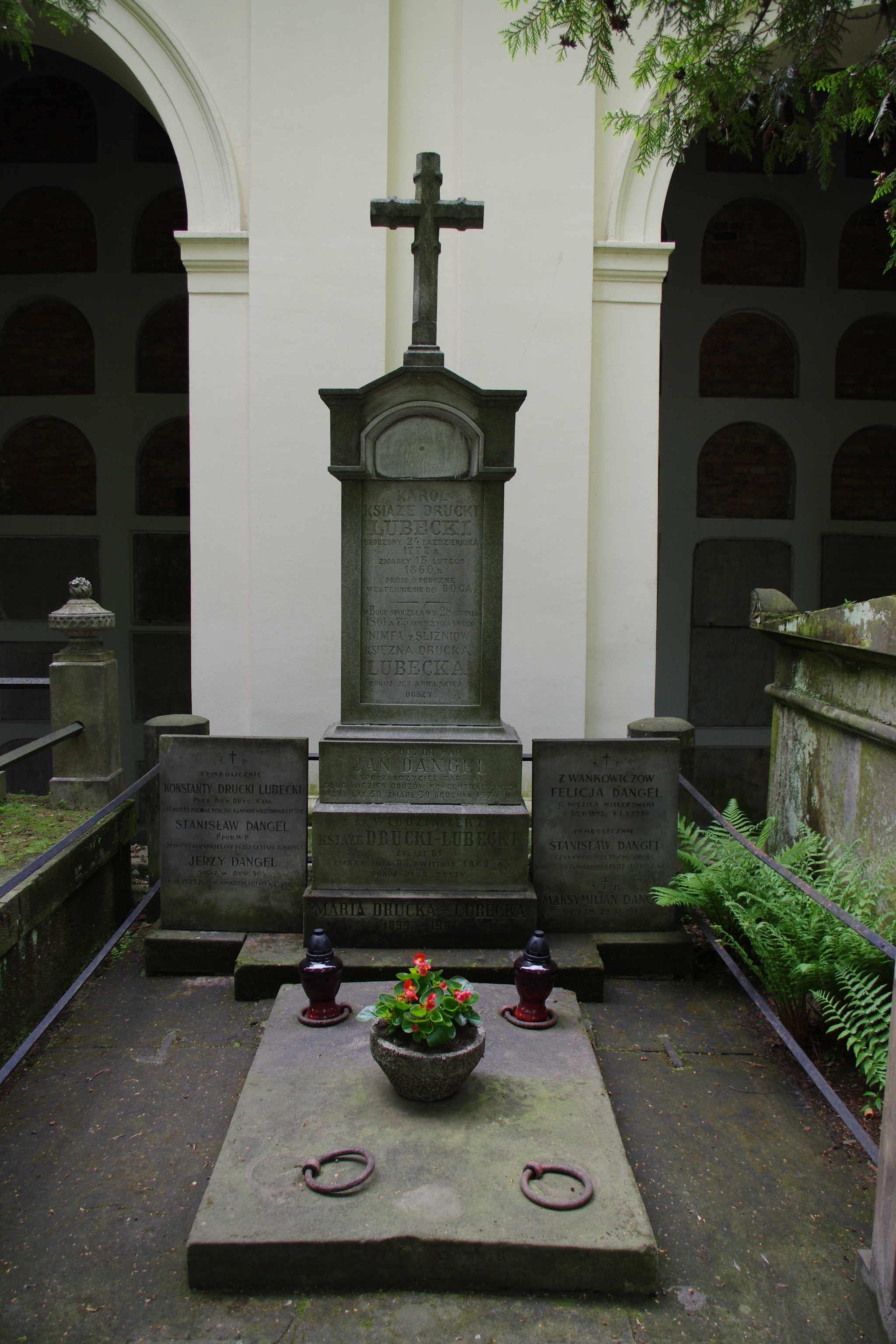
Grób ekonomisty Jana Dangela oraz książąt Druckich-Lubeckich w Alei Katakumbowej na Starych Powązkach w Warszawie

Jan Wacław Stanisław Dangel pseudonim Smoleński (ur. 19 sierpnia 1916 w Brześciu, zm. 30 grudnia 1974 w Warszawie) – polski ekonomista, żołnierz polskiego podziemia. W latach 1938–1939 i 1945-1948 student SGH, ekonomista, doc. dr hab.

## Pochodzenie i losy w międzywojniu
Był synem Stanisława Romana i Felicji z domu Wańkowicz oraz bratem Stanisława Karola. Wychowywał się w Mińsku Litewskim, a od 1918 w Warszawie. W 1938 otrzymał świadectwo dojrzałości w Państwowym Gimnazjum im. Tadeusza Czackiego. Tutaj należał do Grup Szkolnych ONR. Studiował w SGH, gdzie był zastępcą kierownika ONR.

## II wojna światowa
3 września 1939 w kierownictwie Biura Werbunkowego do Legionu Akademickiego w Warszawie. 6 września 1939 po apelu płk. Romana Umiastowskiego opuścił Warszawę z grupą studentów, której dowódcą był adwokat Jan Pożaryski. Wcielony do wojska przez kpt. Eugeniusza Klebana, pomocnika oficera informacyjnego w sztabie 10 dywizji piechoty. Powrócił do Warszawy, gdzie walczył do kapitulacji.
Założyciel i przywódca organizacji konspiracyjnej, w której przyjął pseudonim „Smoleński”. W listopadzie 1939 należał do grona współzałożycieli Tajnej Armii Polskiej. Aresztowany 26 listopada 1940 został osadzony na Pawiaku, a potem więziony w niemieckich obozach koncentracyjnych – najpierw w Auschwitz-Birkenau (w maju 1941 r. został ciężko pobity przez blokowego), gdzie należał do organizacji wojskowej Witolda Pileckiego, później w Dachau i Sachsenhausen. W Dachau był ofiarą wykonywanych tam pseudomedycznych eksperymentów

## Po wojnie
Od roku 1949 kierownik Zakładu Statystyki Mieszkaniowej w Instytucie Budownictwa Mieszkaniowego. Dokończył studia na SGH, w 1964 otrzymał stopień doktora, w 1969 habilitował się. Od roku 1973 kierownik Zakładu Spółdzielczości Mieszkaniowej w Spółdzielczym Instytucie Budowniczym. Był także współorganizatorem i długoletnim wiceprzewodniczącym Stowarzyszenia Wychowanków Szkoły im. Tadeusza Czackiego. Został odznaczony Złotym Krzyżem Zasługi i Krzyżem Kawalerskim Orderu Odrodzenia Polski. Pochowany w Alei Katakumbowej na cmentarzu Powązkowskim w Warszawie (grób 129/130).
Żonaty z Teresą Elżbietą Drucką-Lubecką (ur. 1925) miał z nią dwóch synów: Tomasza Stanisława - doktora habilitowanego nauk medycznych, twórcę Fundacji Warszawskie Hospicjum dla Dzieci oraz Pawła Jana – reżysera teatralnego